# Bugs Bunny casse-noisettes
Pour plus de détails, voir Fiche technique et Distribution.
Bugs Bunny casse-noisettes (Long-Haired Hare) est un cartoon Looney Tunes réalisé par Chuck Jones en 1949 mettant en scène Bugs Bunny et Giovanni Jones, un chanteur d'opéra.

## Synopsis
Alors que Bugs Bunny joue du banjo, il dérange Giovanni Jones, un chanteur d'opéra en répétition chez lui pour un concert qui aura lieu le soir même. Bugs Bunny, après avoir joué du banjo, de la harpe puis du tuba, se fait durement corriger à chaque fois par le chanteur. Il est finalement pendu à la branche d'un arbre par ses longues oreilles de lapin. Bugs lui jure la guerre : il parodie la célèbre réplique de Groucho Marx : « Of course, you know this means war! ». 
Quand le soir arrive, Giovanni Jones chante accompagné de l'orchestre au Hollywood Bowl à Los Angeles. Le lapin prend alors sa revanche : il tape avec un maillet sur le sommet du toit formant un dôme ouvert. Le son se répercute, fait trembler toute la scène. Le chanteur tombe dans un tuba. Bugs l'aide à se remettre mais il met de l'alun liquide astringent dans son vaporisateur qui lui sert à s'éclaircir la gorge. Ses cordes vocales (et sa tête !) se rétrécissent, provoquant une voix de plus en plus aigüe quand il chante Figaro. Bugs, déguisé ensuite en groupie, fait signer un autographe avec un bâton de dynamite allumé au chanteur remis. Il vainc définitivement Giovanni en se déguisant en « Leopold » (Leopold Stokowski), le prestigieux chef d'orchestre, et en lui faisant tenir une note interminable, qui l'étouffe et fait crouler le toit sur le chanteur. Comme Bugs voit un morceau du toit encore en équilibre précaire sur une poutre, il oblige le chanteur choqué et sorti des éboulis à pousser à nouveau la note. Le bloc tombe sur lui. Bugs conclut sa victoire par une finale jouée avec son banjo.

## Fiche technique
Source IMDb
- Réalisation : Chuck Jones
- Scénario : Michael Maltese

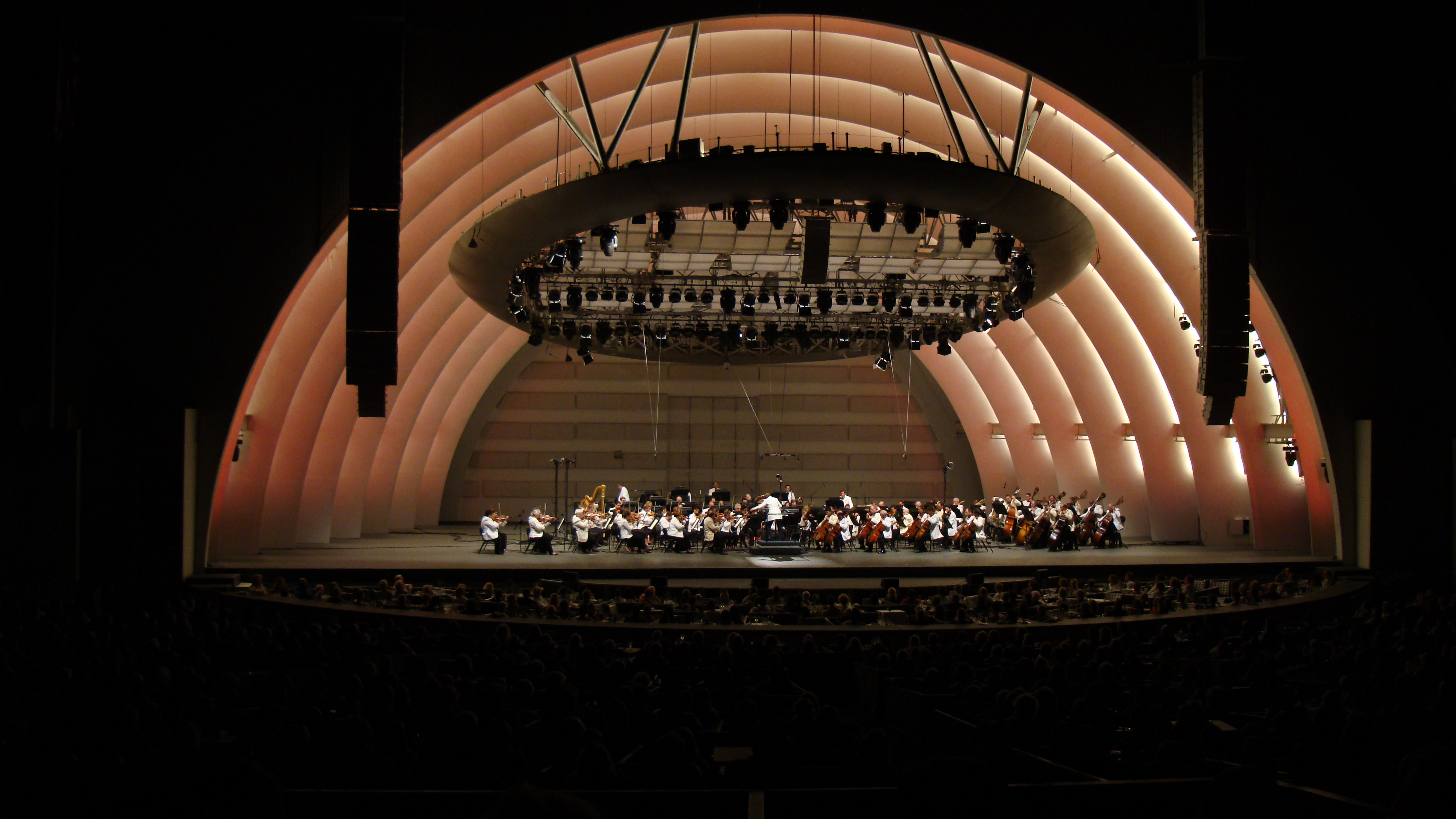
Orchestre jouant sur la scène du Hollywood Bowl illuminé la nuit.

- Producteur : Edward Selzer (non crédité)
- Musique : Carl W. Stalling (non crédité)
- Montage : Treg Brown (non crédité)
- Société de production : Warner Bros. Cartoons
- Distribution (États-Unis) : 
  - 1949 : Warner Bros. (cinéma)
  - 1992 : Warner Home Video (laserdisc, video)
  - 2003 : Warner Home Video (DVD)
  - 2020 : HBO Max (VOD, video)
  - 2021 : MeTV (télévision)
- Pays de production : États-Unis
- Langue : anglais
- Format : couleur (Technicolor) - 35 mm - 1,37:1 - son mono - procédé cinématographique : sphérique
- Genre : court métrage de dessin animé comique
- Durée : 8 minutes
- Date de sortie : États-Unis : 25 juin 1949

### Animation
Animateurs :
- Ken Harris
- Phil Monroe
- Lloyd Vaughan (en)
- Ben Washam (en)
- Richard Thompson (en) (non crédité)
- Abe Levitow (assistant, non crédité)

Décors :
- Peter Alvarado

Supervision de l'animation :
- Steve Milman

Mise en place :
- Robert Gribbroek

## Distribution
Voix originales :
- Mel Blanc : Bugs Bunny, Giovanni Jones (voix), le cri, le maestro, les musiciens et le livreur
- Nicolai Shutorev (en) (non crédité) : Giovanni Jones (chant)

Voix françaises :
- Gérard Surugue : Bugs Bunny

## Musiques
Aucune musique ou chanson n'existe au générique.
- A Rainy Night in Rio

Musique par Arthur Schwartz et paroles de Leo Robin, jouée par Bugs Bunny (Mel Blanc) au banjo.
- Largo al factotum du Barbier de Séville

Musique par Gioachino Rossini et paroles de Cesare Sterbini, chantée par Giovanni Jones (Nicolai Shutorev) pendant les répétitions et sur scène.
- My Gal Is a High-Born Lady

Chanson écrite par Barney Fagan (en), jouée avec d'autres paroles par Bugs Bunny (Mel Blanc) à la harpe.
- When Yuba Plays the Rumba on the Tuba

Musique par Herman Hupfeld, jouée par Bugs Bunny au tuba.
- Chi mi frena in tal momento?

Le sextuor de Lucia di Lammermoor. Musique par Gaetano Donizetti et paroles de Salvadore Cammarano.
Première pièce chantée par Giovanni Jones (Nicolai Shutorev) sur scène.
- Prelude, second thème de  l'acte III de l'opéra de Lohengrin

Musique composée par Richard Wagner, jouée comme fond musical lors de la séquence de la demande d'autographe.
- Die schöne Galathée (ouverture)

Musique par Franz von Suppé, jouée lors de l'apparition de Bugs Bunny déguisé en Leopold Stokowski le maestro.